# Emilio Correa Uribe (empresario)
Emilio Correa Uribe (Antioquia, siglo XIX-siglo XX) fue un banquero y empresario colombiano. 

## Biografía
Hijo del comerciante Félix Antonio Correa González, formaba parte de una importante familia de empresarios. Hermano de los también banqueros Félix Correa Uribe y Maximiliano Correa Uribe. 
Nacido y fallecido en sitios y fechas desconocidas, gran parte de su biografía se desconoce, aunque se sabe que fue uno de los más acaudalados empresarios antioqueños de su época. Fue socio fundador en 1899 junto con su padre y sus hermanos de la firma exportadora de café “Hijos de Félix A. Correa”, que en poco tiempo se convirtió en una de las principales empresas cafeteras de Antioquia. Fungió como su jefe entre 1906 y 1911. 
También fue uno de los principales accionistas de las empresas Calzado Sol, Vásquez Correa y Cía., Banco de Fredonia, etc. Relacionado con los negocios del banquero Nemesio Camacho, fungió junto con este y otros como socio fundador y accionistas del Banco de Sucre (1905) y de la Compañía Anónima del Ferrocarril de Amagá (1907), esta última pionera en el impulso del ferrocarril en Colombia. Con la compañía familiar participó como cofundador de la Compañía Colombiana de Exportación y de la Sociedad Agrícola del Sinú. 
Así mismo, también fue jefe de la firma "Antioquian Commercial Corporation", con sede en Nueva York, y dedicada a la importación y exportación de mercancías a Colombia. 